# Världsmästerskapen i orientering 2011
Världsmästerskapen i orientering 2011 hölls i departementet Savoie, Frankrike, den 10–20 augusti 2011.

## Medaljörer

### Damer
| Gren         | Guld                                                  | Guld    | Silver                                                  | Silver  | Brons                                                     | Brons   |
| Långdistans  | Annika Billstam (SWE)                                 | 1:22.26 | Dana Brozkova (CZE)                                     | +4.28   | Helena Jansson (SWE)                                      | +7.29   |
| Medeldistans | Helena Jansson (SWE)                                  | 33.10   | Ida Bobach (DEN)                                        | +1.16   | Judith Wyder (SUI)                                        | +2.01   |
| Sprint       | Linnea Gustafsson (SWE)                               | 13.14,3 | Helena Jansson (SWE)                                    | +0.08,4 | Lena Eliasson (SWE)                                       | +0.14,2 |
| Stafett      | Finland Anni-Maija Fincke Merja Rantanen Minna Kauppi | 1:42.42 | Tjeckien Martina Zverinova Eva Jurenikova Dana Brozkova | +0.01   | Sverige Helena Jansson Tove Alexandersson Annika Billstam | +0.02   |

### Herrar
| Gren         | Guld                                                        | Guld    | Silver                                               | Silver  | Brons                                                | Brons   |
| Långdistans  | Thierry Gueorgiou (FRA)                                     | 1:47.29 | Pasi Ikonen (FIN)                                    | +4.27   | François Gonon (FRA)                                 | +6.06   |
| Medeldistans | Thierry Gueorgiou (FRA)                                     | 34.38   | Peter Öberg (SWE)                                    | +2.21   | Olav Lundanes (NOR)                                  | +2.23   |
| Sprint       | Daniel Hubmann (SUI)                                        | 13.11,8 | Anders Holmberg (SWE)                                | +0.26,0 | Matthias Müller (SUI)                                | +0.29,4 |
| Stafett      | Frankrike Philippe Adamski François Gonon Thierry Gueorgiou | 1:53.48 | Norge Carl Waaler Kaas Anders Nordberg Olav Lundanes | +4.04   | Sverige Anders Holmberg Olle Boström David Andersson | +4.15   |

## Medaljliga
| Pl.    | Nation    | Guld | Silver | Brons | Totalt |
| ------ | --------- | ---- | ------ | ----- | ------ |
| 1      | Sverige   | 3    | 3      | 4     | 10     |
| 2      | Frankrike | 3    | 0      | 1     | 4      |
| 3      | Finland   | 1    | 1      | 0     | 2      |
| 4      | Schweiz   | 1    | 0      | 2     | 3      |
| 5      | Tjeckien  | 0    | 2      | 0     | 2      |
| 6      | Norge     | 0    | 1      | 1     | 2      |
| 7      | Danmark   | 0    | 1      | 0     | 1      |
| Totalt | Totalt    | 8    | 8      | 8     | 24     |